# 栃木県立のざわ特別支援学校
栃木県立のざわ特別支援学校（とちぎけんりつ のざわとくべつしえんがっこう）は、栃木県宇都宮市岩曽町にある公立特別支援学校。肢体不自由者を教育対象とする。

## 学部
- 小学部
- 中学部
- 高等部
- 訪問教育学級

## 沿革
- 1967年（昭和42年）4月 - 宇都宮市野沢町にて栃木県立野沢養護学校開校
- 1969年（昭和44年）10月 - 初の学校祭開催
- 2004年（平成16年）9月 - 現在地に移転し栃木県立のざわ養護学校に改称
- 2005年（平成17年） - 東京ディズニーリゾートアンバサダー訪問
- 2008年（平成20年）4月 - 学校名を栃木県立のざわ特別支援学校と改称
- 2017年（平成29年） - 開校50周年記念式典を開催